# Unión de Juventudes Socialistas (UJS-MST)
La Unión de Juventudes Socialistas (UJS-MST) es una organización de jóvenes socialistas e independentistas de Puerto Rico que reúne a la juventud del Movimiento Socialista de Trabajadores (MST). Fue fundada en 1974 y desde entonces ha participado en la lucha por el socialismo y la independencia en Puerto Rico. Se compone principalmente de estudiantes y jóvenes trabajadores y tiene núcleos en escuelas superiores, universidades y centros de trabajo.

## Historia

### Fundación y afiliación
La Unión de Juventudes Socialistas fue fundada en 1974 tras la separación de la Juventud Independentista Universitaria del Partido Independentista Puertorriqueño (PIP) a partir de una serie de diferencias ideológicas y de práctica política. Luego de las elecciones de 1972, donde el PIP obtuvo 69,654 votos para su candidato, Noel Colón Martínez, se desató una lucha de poder en la cúpula del partido. De esta lucha saldría finalmente victorioso el líder histórico del PIP, Rubén Berríos Martínez. Dentro de este proceso, la JIU jugó un papel central. Los jóvenes del partido decidieron no tomar ninguno de los dos bandos existentes, mientras abogaban por la radicalización de las ideas y posturas socialistas del partido, de ahí el que se les clasificara de "terceristas".
La ruptura final de la juventud con el resto del partido se dio luego de que la dirección declarara incompatibles a los sectores marxistas y comunistas con el PIP. Los integrantes del partido independentista que se identificaban con estas corrientes organizaron una serie de Congresos de la Izquierda Socialista y los Grupos de Estudio y Trabajo Socialista (GETS), que culminaron en la fundación del Movimiento Socialista Popular (MSP)en 1974. Por su parte, los militantes juveniles marxistas, organizados en la JIU pero ahora separados del PIP, debaten sobre su afiliación o no a la nueva formación, el MSP. Ese debate provoca finalmente una ruptura en la JIU: por una parte, un sector de la juventud se continúa identificando como JIU, y eventualme le añade el calificativo de Organización Democrática debido a la relación informal que desarrolla con el Partido Socialista Revolucionario- Marxista Leninista (PSR-ML); por otra parte, el sector que se identificaba como Unión de Juventudes Socialistas decide afiliarse al MSP y se transforma en su juventud.
Posteriormente, se da un proceso de acercamiento y fusión entre el PSR-ML y el MSP que culmina con su fusión en 1982 en el Movimiento Socialista de Trabajadores. Debido a que en 1977 la JIU-OD había dejado de existir y el PSR-ML no contaba con una organización juvenil, la UJS pasa a ser la juventud del MST, organización a la que está afiliada hasta el día de hoy.
En 1990 el MST hace un llamado a la organización de un polo socialista que culmina con la fundación del Frente Socialista. Esto implicó que a partir de la década de los 90 la UJS-MST operó dentro del FS, en coordinación con las juventudes del resto de los partidos que componían el Frente. En diciembre de 2005 el MST decide salir del FS, decisión que se vio aplazada debido a la insistencia de la UJS-MST en agotar todas las posibilidades de un proceso de unidad al interior del FS. Para Luis Ángel Torres, uno de los líderes fundadores del MST, "la decisión de salirnos del Frente estaba tomada, por lo menos, desde el 2000. No impulsamos una determinación en aras de darle tiempo a otros compañeros, particularmente de la juventud, para que corroboraran o rebatieran por experiencia propia nuestros señalamientos. Cuando la Propuesta de la UJS para impulsar la fusión fue rechazada y meramente se nombró una Comisión de Discusión que no llegó a ningún lado, la cuenta regresiva se había iniciado y los que tenían dudas se fueron convenciendo de que el Frente no era el proyecto que el MST perseguía."

### Luchas
La UJS lideró varios procesos de lucha importante desde el 1974 hasta el presente. Entre los líderes más destacados de dicha organización se encuentra Roberto Alejandro, presidente del Consejo General de Estudiantes de la Universidad de Puerto Rico, Recinto de Río Piedras (1981-82) y el líder más prominente de la huelga estudiantil contra el alza uniforme en el costo de la matrícula del 1981. Otro líder de la UJS durante los 70 fue Carlos Pabón, activista del proceso de huelga del 1981 y actualmente destacado profesor del Departamento de Historia de la Facultad de Humanidades de la UPR-RP. Otros líderes destacados de la UJS-MST son: Sctott Barbés-Caminero y Hugo Delgado-Martí, ambos dirigentes de la UJS-MST durante el período del 2001-2005 y destacados dirigentes de la huelga contra el alza del 2005 (la Huelga del CUCA), actualmente ambos son los portavoces nacionales del MST.; Victor Rodríguez-Márquez portavoz de la organización durante el periodo de 2006-2008 y destacado dirigente de la lucha contra la privatización del Teatro de la UPR, por la que fue suspendido y posteriormente expulsado del Recinto.; y Ian Camilo Cintron Moya y Adriana Mulero Claudio, ambos portavoces de la organización durante el periodo del 2009-2011, dirigentes destacados del Comité en Defensa de la Educación Pública (CEDEP) y de los procesos de lucha que condujeron a las huelgas del 2010 y 2011 contra la privatización de la Universidad de Puerto Rico y contra la cuota de $800 de estabilización fiscal. La UJS mantuvo una presencia constante en los consejos de estudiantes de varios recintos universitarios desde la década del 80 hasta principios del 2000, contando con miembros en la presidencia de dichos cuerpos en más de una ocasión. Muchos de sus antiguos miembros son hoy maestros, miembros de la Federación de Maestros de Puerto Rico y del Caucus de Maestros del MST, líderes sindicales, y profesores universitarios.
La UJS ha liderado procesos de lucha estudiantil, como la reactivación de la lucha antimilitarista en las Universidades a finales de la década de los 90. Producto de este proceso de lucha fue arrestado el estudiante Pedro Colón Almenas quien estuvo un año en la cárcel federal por agredir a un oficial del ejército durante una protesta en solidaridad con la lucha del pueblo de Vieques. Actualmente son una de las organizaciones que impulsan la lucha contra el aumento uniforme y han esbozado la consigna de Matrícula Ajustada a los Ingresos como alternativa a los aumentos en matrícula. En fechas recientes han dedicado sus esfuerzos a la lucha contra la privatización del Teatro de la Universidad de Puerto Rico. En diciembre de 2006 dos de sus miembros, Hugo J. Delgado-Martí y Victor Rodríguez Márquez fueron expulsados sumariamente por participar de una protesta contra la privatización del Teatro. Las suspensiones sumarias fueron justificadas por la Rectora del Recinto bajo el argumento de que estos estudiantes representan un peligro para la UPR, sin embargo un oficial examinador nombrado por la Rectora Gladys Escalona de Motta recomendó que no se les suspendiera sumariamente a los estudiantes ya que estos no representan un peligro para la comunidad universitaria, ni tampoco han interrumpido clases ni actividades posteriores en el Recinto. Sin embargo un tribunal de justicia encontró que la Rectora del Recinto de Río Piedras se excedió en sus funciones al suspender sumariamente a los estudiantes tomando en cuenta elementos que no formaron parte del expediente del caso. En enero de 2007 ambos jóvenes fueron restituidos como estudiantes y se matricularon al día siguiente. Durante el segundo semestre del año escolar 2006-2007 se celebraron vistas de la Junta de Disciplina de la UPR quienes concluyeron que los cargos contra los estudiantes no se sostenían, a pesar de esto la Rectora del Recinto de la UPR Gladys Escalona de Motta decidió imponerle probatorias y cartas de amonestación a los jóvenes. Posteriormente el líder de la UJS-MST Victor Rodríguez fue suspendido por un año, y Waldemiro Vélez, también miembro de dicha organización fue suspendido un semestre por varios casos posteriores al evento del teatro. Comunicados de prensa de la organización juvenil han denunciado las suspensiones de estos estudiantes como parte de una campaña de persecución.

## Ideología
En su documento base, la UJS-MST plantea una posición socialista y democrática, además de apoyar directamente la independencia de Puerto Rico de los Estados Unidos: "Estamos convencidos de que como país independiente con un gobierno verdaderamente democrático, cuya principal preocupación sean las necesidades del pueblo (salud, educación, vivienda, trabajo y recreación) y no las ganancias de los capitalistas, podemos comenzar a corregir muchos de los problemas fundamentales que sufre nuestra sociedad."